# Kruim

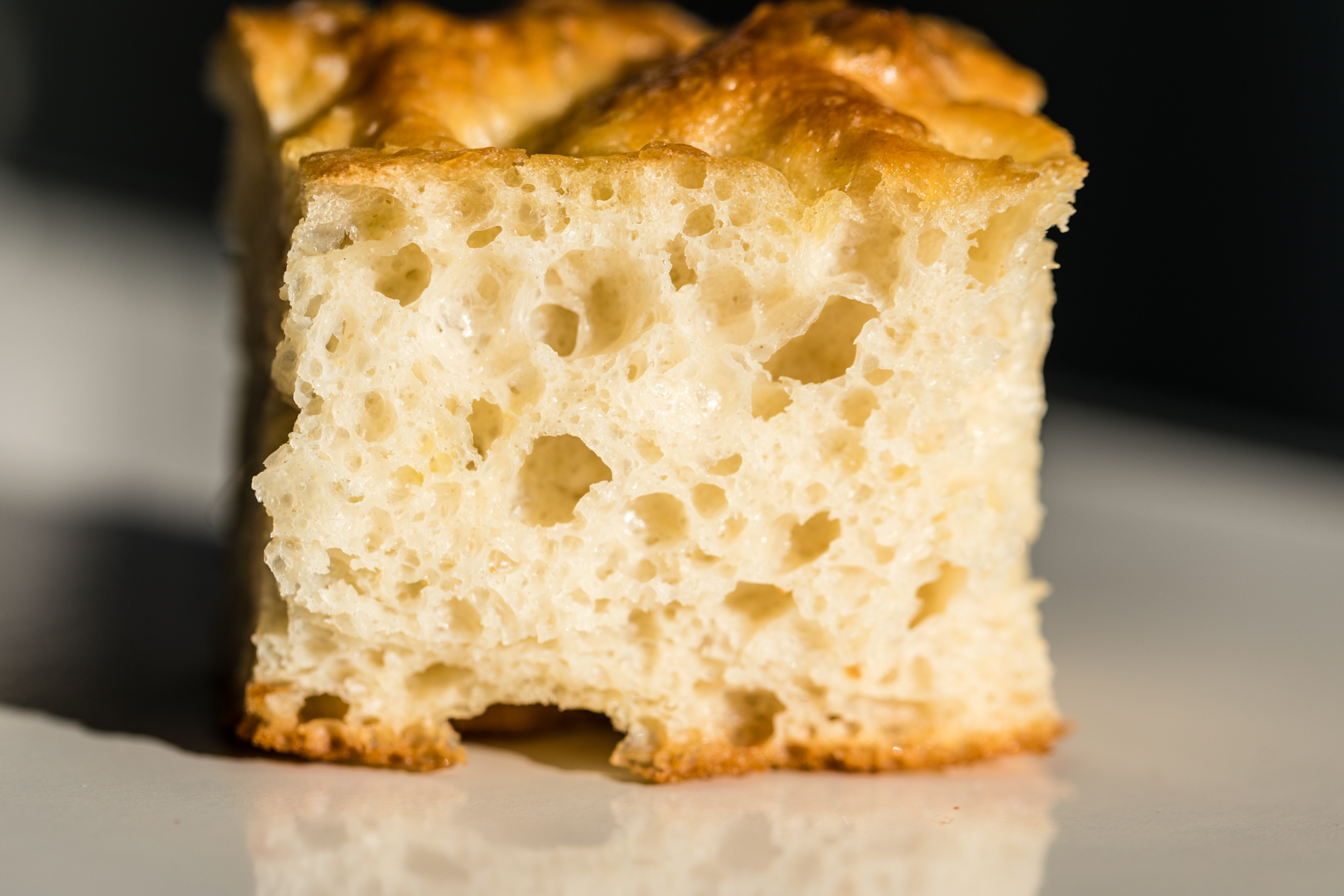
De luchtige kruim van focaccia

De kruim is een begrip dat op het binnenste, zachtere deel van een brood of broodachtig baksel slaat en zich afgrenst van de korst.

## Eigenschappen
De kruim van verschillende broodsoorten kan zeer verschillend zijn. Verschillende facetten van de kruim zijn:
- structuur: luchtig of compact
- elasticiteit: elastisch of vast
- smaak
- geur

In de kruim ontstaan tijdens het rijzen en bakken gasbelletjes (alveoli). Die belletjes ontstaan door de omzetting van suikers in koolstofdioxide, maar ook door verdamping van water in waterhoudende deegsoorten. Ze bepalen voor een groot gedeelte de kruimstructuur. Een grote rol speelt de meelsoort en het rijsmiddel: een brood van tarwemeel gebakken met biergist maakt een luchtigere kruim dan een met zuurdesem gebakken roggenbrood .

## Bakproces
Door het water dat zich in het brooddeeg bevindt, worden grote delen van het brood niet heter dan 100°C. De garing die hier optreedt, is daarom meer te vergelijken met koken dan met bakken.
De verandering van een zacht deeg in een vaste kruim wordt door twee processen bepaald: het coaguleren van eiwitten en het gelatineren van zetmeel.